# Linea Esashi
La linea Esashi (江差線?, Esashi-Sen) era una linea ferroviaria nel sud della prefettura di Hokkaidō, gestita da JR Hokkaidō, che si snoda fra le stazioni di Goryōkaku, nella città di Hakodate ed Kikonai, nell'omonima cittadina.
Prima dell'11 maggio 2014 la linea proseguiva fino al capolinea della stazione di Esashi, che dava il nome alla ferrovia, sezione soppressa in tal giorno.
Le operazioni sulla sezione rimanente della linea tra Goryōkaku e Kikonai furono trasferite dalla JR Hokkaido alla neonata Ferrovia dell'Hokkaido meridionale quando l' Hokkaidō Shinkansen aprì il 26 marzo 2016.

## Tracciato
La linea era nettamente divisa in due segmenti:
- Il segmento fra Goryōkaku e Kikonai fa parte della cosiddetta linea Tsugaru-Kaikyō (津軽海峡線?, Tsugaru-Kaikyō-Sen), ossia l'insieme di linee ferroviarie che collegano le stazioni di Aomori, nell'omonima prefettura e Hakodate, in Hokkaidō, e di conseguenza Hokkaidō e Honshū. È perciò trafficato ed elettrificato.
- A Kikonai tutti i treni da e per Honshū si spostano sulla linea Kaikyō. Il restante segmento fra Kikonai ed Esashi, a oggi soppresso, possedeva un carattere locale, con stazioni sporadiche in paesini poco popolati. Questa sezione non era elettrificata ed era a binario singolo.

## Treni

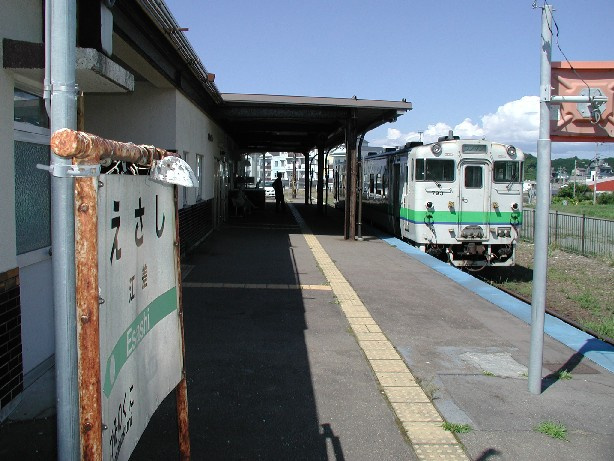
Un treno locale alla stazione di Esashi

Il segmento fra Goryōkaku e Kikonai è percorso dai vari treni notturni fra Hokkaidō e Honshū, provenienti dal tunnel Seikan: l'Hokutosei, l'Hamanasu, il Cassiopeia e il Twilight Express. Anche gli espressi Super Hakuchō e Hakuchō, che collegano Hakodate con Hachinohe percorrono questa frazione della linea Esashi.
- Il tratto fra Kikonai e il capolinea di Esashi durante l'esercizio era una tranquilla ferrovia non elettrificata percorsa solamente da treni locali.

## Stazioni
A differenza di buona parte delle linee gestite da JR Hokkaido, le stazioni sulla linea Esashi non sono numerate.
| Nome stazione     | Nome in lingua originale | Distanza dalla stazione precedente | Distanza da Goryōkaku | Coincidenze                                                         | Posizione |
| ----------------- | ------------------------ | ---------------------------------- | --------------------- | ------------------------------------------------------------------- | --------- |
| Goryōkaku         | 五稜郭                   | 0.0 km                             | 0.0 km                | Hokkaido Railway Company (JR Hokkaidō): ■ Linea principale Hakodate | Hakodate  |
| Nanaehama         | 七重浜                   | 2.7 km                             | 2.7 km                |                                                                     | Hokuto    |
| Higashi-Kunebetsu | 東久根別                 | 2.6 km                             | 5.3 km                |                                                                     | Hokuto    |
| Kunebetsu         | 久根別                   | 1.2 km                             | 6.5 km                |                                                                     | Hokuto    |
| Kiyokawaguchi     | 清川口                   | 1.1 km                             | 7.6 km                |                                                                     | Hokuto    |
| Kamiiso           | 上磯                     | 1.2 km                             | 8.8 km                |                                                                     | Hokuto    |
| Moheji            | 茂辺地                   | 8.8 km                             | 17.6 km               |                                                                     | Hokuto    |
| Oshima-Tōbetsu    | 渡島当別                 | 5.0 km                             | 22.6 km               |                                                                     | Hokuto    |
| Kamaya            | 釜谷                     | 4.9 km                             | 27.5 km               |                                                                     | Kikonai   |
| Izumisawa         | 泉沢                     | 3.1 km                             | 30.6 km               |                                                                     | Kikonai   |
| Satsukari         | 札苅                     | 3.4 km                             | 34.0 km               |                                                                     | Kikonai   |
| Kikonai           | 木古内                   | 3.8 km                             | 37.8 km               | JR Hokkaido: - Linea Kaikyō                                         | Kikonai   |

### Sezione chiusa nel maggio 2014
| Nome stazione   | Nome in lingua originale | Distanza dalla stazione precedente | Distanza da Goryōkaku | Coincidenze                 | Posizione  |
| --------------- | ------------------------ | ---------------------------------- | --------------------- | --------------------------- | ---------- |
| Kikonai         | 木古内                   | -                                  | 37.8 km               | JR Hokkaido: - Linea Kaikyō | Kikonai    |
| Oshima-Tsuruoka | 渡島鶴岡                 | 2.3 km                             | 40.1 km               |                             | Kikonai    |
| Yoshibori       | 吉堀                     | 3.1 km                             | 43.2 km               |                             | Kikonai    |
| Shinmei         | 神明                     | 13.2 km                            | 56.4 km               |                             | Kaminokuni |
| Yunotai         | 湯ノ岱                   | 2.8 km                             | 59.2 km               |                             | Kaminokuni |
| Miyakoshi       | 宮越                     | 7.1 km                             | 66.3 km               |                             | Kaminokuni |
| Katsuraoka      | 桂岡                     | 2.2 km                             | 68.5 km               |                             | Kaminokuni |
| Nakasuda        | 中須田                   | 2.1 km                             | 70.6 km               |                             | Kaminokuni |
| Kaminokuni      | 上ノ国                   | 3.2 km                             | 73.8 km               |                             | Kaminokuni |
| Esashi          | 江差                     | 6.1 km                             | 79.9 km               |                             | Esashi     |